# Joel Toft
Joel Toft, född 1961, är verksam som målare och skulptör verksam i Göteborg sedan 2001.

## Konstutbildningar
- 1994 - 1996  ABF:s konstskola i Göteborg
- 1996 - 2001  Domen Konstskola i Göteborg, (tre år på Domen Konstskola och två på Nya Domen Konstskola).

## Utställningar
- 2003  Separatutställning, galleri h.o.t, Göteborg.
- 2004  Separatutställning, galleri h.o.t, Göteborg.
- 2005  Separatutställning, Kulturhuset Bagaregården, Göteborg.
- 2006  Separatvisning för lokal TV öppna kanalen Göteborg. Sändning 20060214, 20060221, 20060227.
- 2006  Separatvisning på Restaurang Tres.